# Monocerotesa pygmaearia
Monocerotesa pygmaearia là một loài bướm đêm trong họ Geometridae.